# Asfendou - Kallikratis kai Paraktia Zoni
Asfendou - Kallikratis kai Paraktia Zoni este o arie protejată (arie specială de conservare — SAC, sit de importanță comunitară — SCI) din Grecia întinsă pe o suprafață de 13.994,49 ha, integral pe uscat.

## Localizare
Centrul sitului Asfendou - Kallikratis kai Paraktia Zoni este situat la coordonatele 35°12′16″N 24°16′44″E / 35.204583°N 24.278807°E.

## Înființare
Situl Asfendou - Kallikratis kai Paraktia Zoni a fost declarat sit de importanță comunitară în aprilie 1997 pentru a proteja 2 specii de plante și 2 specii de animale. Situl a fost protejat și ca arie specială de conservare în martie 2011.

## Biodiversitate
Situată în ecoregiunile marină mediteraneană și mediteraneană, aria protejată conține 19 habitate naturale: Vegetație anuală la limita mareei, Faleze cu vegetație de Limonium spp. endemic de pe coastele mediteraneene, Salicornia și alte specii anuale care populează regiunile mlăștinoase și nisipoase, Dune mobile cu vegetație embrionară, Dune cu vegetație ierboasă Malcolmietalia, Dune cu tufărișuri sclerofile Cisto-Lavenduletalia, Râuri mediteraneene cu debit intermitent, cu specii de Paspalo-Agrostidion, Sarcopoterium spinosum phryganas, Phrygana endemică cu Euphorbio-Verbascion, Pseudostepă cu ierburi și specii anuale de Thero-Brachypodietea, Pajiști umede mediteraneene cu ierburi înalte de Molinio-Holoschoenion, Grohotișuri est-mediteraneene, Pante stâncoase calcaroase cu vegetație casmofită, Pante stâncoase silicioase cu vegetație casmofită, Păduri de Platanus orientalis și Liquidambar orientalis (Platanion orientalis), Galerii și tufărișuri riverane sudice (Nerio-Tamaricetea și Securinegion tinctoriae), Păduri de Olea și Ceratonia, Păduri de Quercus ilex și Quercus rotundifolia, Plantații de palmieri Phoenix.
La baza desemnării sitului se află mai multe specii protejate:
- plante (2): Origanum dictamnus, Phoenix theophrasti
- reptile (2): Mauremys rivulata, elaphe situla (Zamenis situla)

Pe lângă speciile protejate, pe teritoriul sitului au mai fost identificate 12 specii de plante, 3 specii de amfibieni, 3 specii de mamifere, 1 specie de nevertebrate, 5 specii de reptile.